# كلية الملكة ماري (جامعة لندن)
جامعة كوين ماري في لندن (QMUL ، أو بشكل غير رسمي QM) هي جامعة بحثية عامة في لندن، إنجلترا، وجزء من جامعة لندن الفيدرالية. يعود تاريخها إلى تأسيس كلية طب مستشفى لندن في عام 1785. تم قبول كلية كوين ماري - التي سميت باسم ماري أوف تيك - في جامعة لندن في عام 1915 واندمجت عام 1989 مع كلية ويستفيلد لتشكيل كلية كوين ماري وويستفيلد. في عام 1995 اندمجت كلية كوين ماري وويستفيلد مع كلية الطب بمستشفى سانت بارثولوميو وكلية طب مستشفى لندن لتشكيل كلية الطب وطب الأسنان.
تمتلك كوين ماري خمسة فروع في شرق ووسط لندن في مايل إند ووايت تشابل وتشارترهاوس سكوير ولينكولن إن فيلدز وويست سميثفيلد، بالإضافة إلى وجود دولي في الصين وفرنسا واليونان ومالطا. حرم مايل إند هو أكبر حرم جامعي قائم بذاته في أي جامعة من مجموعة روسِل بلندن. في 2018/2019 كان في الجامعة حوالي 26000 طالب. تم تنظيم كوين ماري في ثلاث كليات - كلية العلوم الإنسانية والاجتماعية وكلية العلوم والهندسة و مدرسة بارتس و لندن للطب وطب الأسنان.
كوين ماري عضو في مجموعة روسِل للجامعات البحثية البريطانية، ورابطة جامعات الكومنولث وجامعات المملكة المتحدة. تعد كوين ماري مركزًا رئيسيًا للتعليم الطبي والبحوث وهي جزء من UCLPartners ، أكبر مركز أكاديمي لعلوم الصحة في العالم. تدير كوين ماري برامج في معهد جامعة لندن في باريس، وتتولى المهام التي تقدمها كلية رويال هولواي بجامعة لندن. تتعاون كوين ماري أيضًا مع جامعة لندن لتقديم برنامج ماجستير إدارة الأعمال العالمي. في الفترة من 2017 إلى 2018، بلغ حجم مبيعات كوين ماري 459.5 مليون جنيه إسترليني، بما في ذلك 106.5 مليون جنيه إسترليني من المنح والعقود البحثية. أنتجت كوين ماري العديد من الخريجين البارزين في مختلف مجالات العمل والدراسة في جميع أنحاء العالم، أصبح العديد من الخريجين قادةً بارزين في مجالات تخصصهم. هناك تسعة حائزين على جائزة نوبل من بين خريجي كوين ماري والموظفين الحاليين والسابقين.

## التاريخ

### كلية الطب بمستشفى سانت بارثولوميو وكلية طب مستشفى لندن
كانت الكلية الطبية في مستشفى لندن الملكي (وهي الآن جزء من كلية بارتس ولندن للطب وطب الأسنان) أول كلية طب في إنجلترا عندما افتتحت في عام 1785. في عام 1850، أصبحت إليزابيث بلاكويل أول طبيبة مؤهلة بالكامل في المملكة المتحدة، بعد التدريب في مستشفى سانت بارثولوميو.

### قصر الشعب
تم تأسيس سَلَف كلية كوين ماري في منتصف العصر الفيكتوري كقصر شعبي عندما أدى الوعي المتزايد بالظروف في الطرف الشرقي من لندن والذي يسمى إيست إند بلندن؛ أدى إلى الدفع بعجلة توفير المرافق للسكان المحليين، وقد اشتهر هذا القصر في رواية 1882 جميع أنواع أحوال الرجال - قصة مستحيلة (All Sorts of Conditions of Men – An Impossible Story) من تأليف والتر بيسانت، والتي تروي كيف ذهب زوجان ثريان وذكيان من مايفير إلى الطرف الشرقي لبناء «قصر البهجة، مع قاعات الحفلات الموسيقية وغرف القراءة ومعارض الصور ومدارس الفن والتصميم». على الرغم من أن الرواية لم تكن مسؤولة بشكل مباشر عن فكرة قصر الشعب، إلا أنها فعلت الكثير لشَعْبَنَتِه.
قام أمناء أمانة بومونت، الذين يديرون الأموال التي تركها باربر بومونت، بشراء موقع مدرسة بانكروفت السابقة من شركة درايبرز. في 20 مايو 1885، قررت محكمة مساعدي Drapers منح 20,000 جنيه إسترليني «لإنشاء المدارس الفنية في قصر الشعب». تم وضع حجر الأساس في 28 يونيو 1886 وفي 14 مايو 1887 افتتحت الملكة فيكتوريا قاعة الملكة الخاصة بالقصر ووضعت حجر الأساس للمدارس الفنية بالجناح الشرقي للقصر.
تم افتتاح المدارس الفنية في 5 أكتوبر 1888، وتم الانتهاء من القصر بأكمله بحلول عام 1892. ومع ذلك، رأى آخرون أن المدارس الفنية أصبحت يومًا ما جامعة تقنية لمنطقة إيست إند. في عام 1892 قدمت شركة Drapers 7000 جنيه إسترليني سنويًا لمدة عشر سنوات ليضمنوا دخلاً جانبياً للتعليم.

### كلية شرق لندن

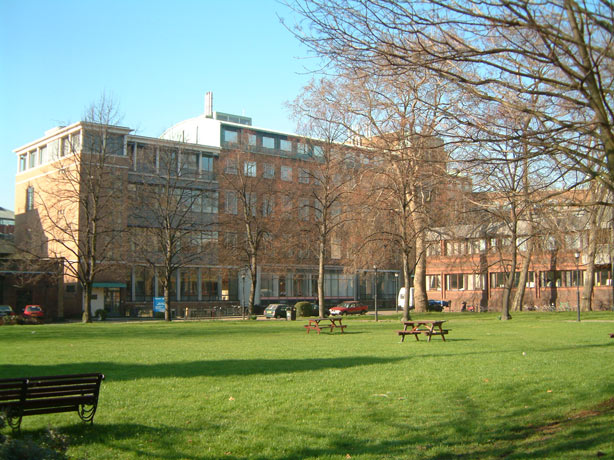
جزء من موقع شارتر هاوس سكوير

في عام 1895، اقترح جون لي سميثمان هاتون، مدير الفصول المسائية (1892-1896 ؛ مدير الدراسات لاحقًا 1896-1908 والمدير 1908-1933)؛ اقترح تقديم مساق دراسي يؤدي إلى درجة البكالوريوس في العلوم من جامعة لندن. بحلول بداية القرن العشرين، تم منح الدرجات الأولى وتم الاعتراف بهاتون، إلى جانب العديد من الأساتذة الآخرين، كمدرسين في جامعة لندن. في عام 1906، أدى تقديم طلب للحصول على أموال برلمانية «لمساعدة المؤسسات التعليمية العاملة في أعمال ذات طبيعة جامعية» إلى قبول الكلية على أساس تجريبي أولي مدته ثلاث سنوات كمدرسة بجامعة لندن في 15 مايو 1907 كلية شرق لندن.
بدأ تدريس هندسة الطيران في عام 1907 مما أدى إلى إنشاء أول قسم لهندسة الطيران في المملكة المتحدة في عام 1909، ويضم نفق رياح رائدًا، وخَلَق ما أصبح (بعد زوال جامعة باريس) أقدم برنامج طيران في العالم.
في عام 1910، تم تمديد وضع الكلية في جامعة لندن لمدة خمس سنوات أخرى، مع تحقيق عضوية غير محدودة في مايو 1915. خلال هذه الفترة، تم إعادة ترتيب تنظيم حكام قصر الشعب، مما أدى إلى إنشاء لجنة قصر الشعب المنفصلة ولجنة كلية شرق لندن، وكلاهما تحت حكام القصر، كدليل على الفصل المتزايد بين المفهومين داخل مجمع واحد.
خلال الحرب العالمية الأولى، قبلت الكلية طلابًا من كلية الطب بمستشفى لندن كانوا يستعدون للفحص الطبي الأولي، وهي الخطوة الأولى في عملية طويلة من شأنها أن تجمع المؤسستين معًا في النهاية. بعد الحرب، توسعت الكلية، وإن كانت مقيدة ببقية قصر الشعب إلى الغرب ومقبرة إلى الشرق مباشرة. في عام 1920، حصلت على كل من قصر روتندا والذي يسمى الآن البناء المثمن أو الأوكتاغون (Octagon)، وغرف تحت الحدائق الشتوية في غرب القصر، والتي أصبحت مختبرات كيميائية. كانت مكانة الكلية فريدة أيضًا، كونها المدرسة الوحيدة في جامعة لندن التي كانت خاضعة لكل من مُفَوَّضي المؤسسات الخيرية ومجلس التعليم.
في أبريل 1929، قرر مجلس الكلية أنه سيتخذ خطوات للتقدم إلى مجلس الملكة الخاص للحصول على ميثاق ملكي، ولكن بناءً على نصيحة شركة Drapers ، ابتكر أولاً مخططًا للتطوير والتوسع، والذي أوصى بعدة أمور، منها: إعادة دمج قصر الشعب والكلية، مع ضمان توفير قاعة الملكة للأغراض الترفيهية، مما يوفر على الأقل حرية الحكم إن لم يكن في الخلاء.

### كلية كوين ماري
في الساعات الأولى من يوم 25 فبراير 1931، دمر حريق قاعة الملكة، على الرغم من نجاة كل من الكلية والحدائق الشتوية. في الأيام التالية، أدت المناقشات حول إعادة الإعمار إلى اقتراح نقل الموقع بالكامل إلى الكلية التي ستقدم بعد ذلك للحصول على ميثاق بمفردها. حصلت شركة Drapers على سانت هيلين تيراس، وهو صف من ستة منازل مجاورة للموقع، وفي يوليو 1931 تم الاتفاق على تسليمها إلى قصر الشعب لجعلها موقع جديد مجاور للقديم، والذي سيصبح الآن بالكامل نطاقاً للكلية. تم الفصل. وتمت متابعة الميثاق، لكن المجلس الأكاديمي طلب تغيير الاسم، وشعر أن كلمة «شرق لندن» تحمل دلالات مشؤومة من شأنها أن تعيق الكلية وخريجيها. اُقتُرِحَ في البداية اسم «كوينز كوليدج»، ولكن كان قد أُخِذَ بالفعل من قبل كوينز كوليدج ، أكسفورد، واُقتُرِحَ أيضاً«فيكتوريا كوليدج» لكنه كان يفتقر إلى الأصالة، وفي النهاية تم التوافق على «كوين ماري كوليدج». تم تقديم ميثاق التأسيس في 12 ديسمبر 1934 من قبل الملكة ماري نفسها.

### بموجب الميثاق

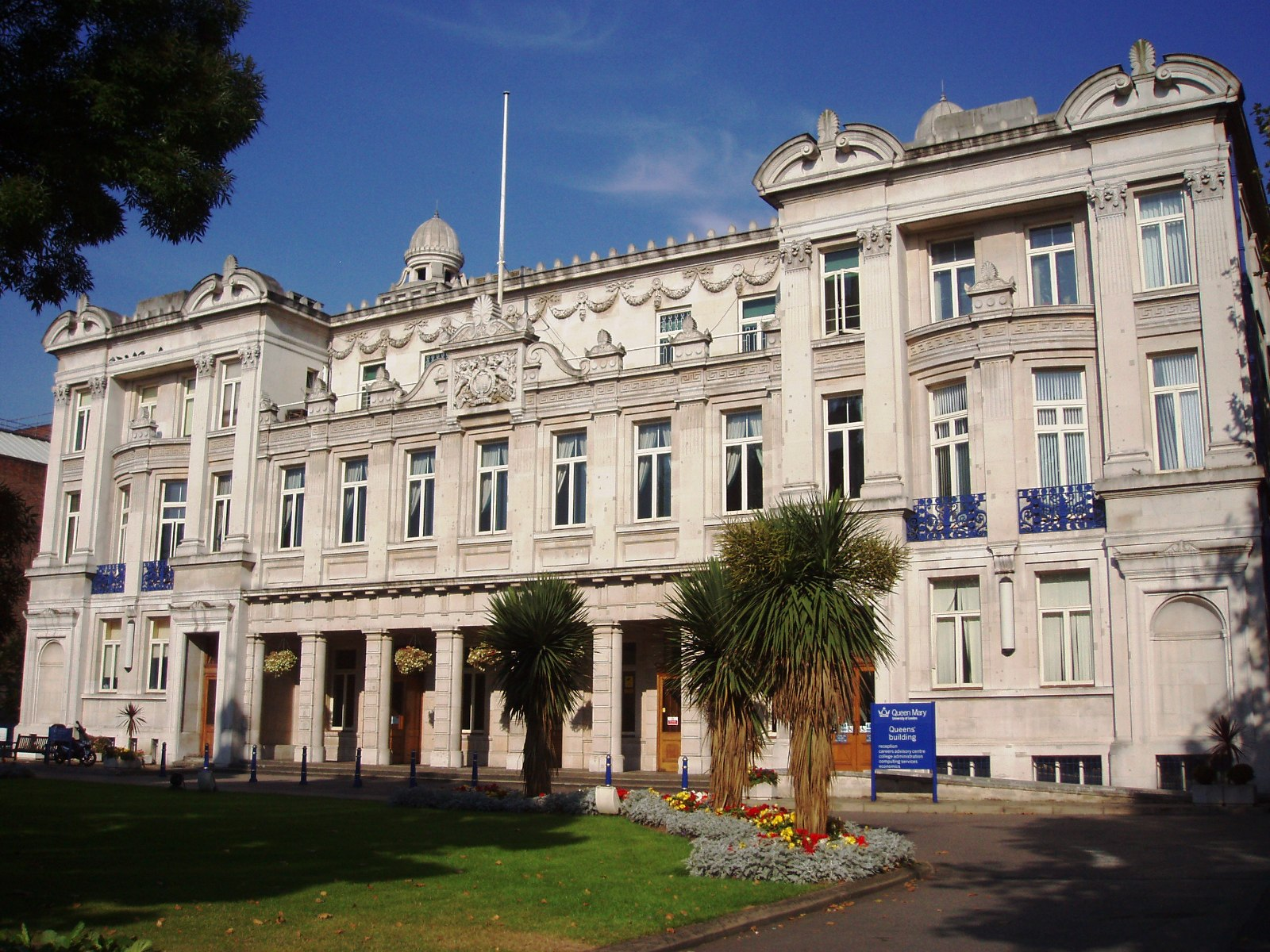
مبنى كوينز

خلال الحرب العالمية الثانية، تم إجلاء الكلية إلى كامبريدج، حيث تم مشاركتها مع كلية كينجز. بعد الحرب عادت الكلية إلى لندن، وواجهت العديد من المشاكل نفسها، ولكن مع إمكانية التوسع غربًا. عانى الطرف الشرقي من لندن من أضرار كبيرة بالقنابل (على الرغم من أن الكلية نفسها لم تتكبد سوى القليل) وبالتالي أصبحت العديد من مناطق الأرض بالقرب من موقع الكلية شاغرة. تم بناء مبانٍ جديدة للفيزياء والهندسة والبيولوجيا والكيمياء في المواقع الجديدة، بينما استحوذت الفنون على المساحة التي تم إخلاؤها في المبنى الأصلي، الذي أعيدت تسميته الآن بمبنى كوينز.
نتج عنمحدودية الأماكن الحصولُ على مزيد من الأراضي في ساوث وودفورد (التي تتصل الآن مباشرة بمحطة مترو مايل إند عن طريق امتداد الخط المركزي باتجاه الشرق)، والتي تم إنشاء الأبراج عليها. حصلت الكلية أيضًا على مصنع الملابس التابع لجمعية البيع بالجملة التعاونية على طريق مايل إند الذي تم تحويله إلى مبنى لكلية الحقوق (وبعض الأنشطة التدريسية الأخرى)، بالإضافة إلى المقر السابق لشركة سبراتس المحدودة.Spratt's Patent Ltd (مشغلو «أكبر مصنع لبسكويت الكلاب في العالم» - انظر مجمع سبرات ) في 41-47 Bow Road ، والذي تم تحويله إلى مبنى لكلية الاقتصاد التي أسسها موريس بيستون، بارون بيستون (Maurice Peston, Baron Peston). تم فصل الكليتين فيزيائياً عما أصبح الآن حرمًا جامعيًا إلى الغرب.
من منتصف الستينيات حتى منتصف الثمانينيات من القرن الماضي، اقترحت الكلية الارتباط بكلية طب مستشفى لندن وكلية مستشفى سانت بارثولوميو الطبية بمرفق مشترك في مايل إند. تم إنشاء رابط آخر مع كل من لندن وسانت بارثولوميو في عام 1974 عندما قدم متبرع مجهول لإنشاء مَسْكَن أخرى في وودفورد، ليتم تقسيمه بالتساوي بين طلاب كلية كوين ماري وكليتي الطب.
في بداية الثمانينيات، أدى تغيير التركيبة السكانية والمالية إلى إعادة تنظيم جامعة لندن. في كوين ماري، تم إيقاف بعض المواد الدراسية، مثل اللغة الروسية والكلاسيكيات، في حين أصبحت الكلية واحدة من خمسة في الجامعة مع تركيز العلوم المختبرية، بما في ذلك نقل أقسام العلوم من كلية ويستفيلد وكلية تشيلسي وكلية كوين إليزابيث وكلية بيدفورد.

### 1989 حتى 2010
في عام 1989، اندمجت كلية كوين ماري (المعروفة بشكل غير رسمي باسم QMC) مع كلية ويستفيلد لتشكيل كوين ماري وكلية ويستفيلد (غالبًا ما يتم اختصارها إلى QMW). على مدى السنوات اللاحقة، تركزت الأنشطة على موقع كوين ماري، مع بيع موقع ويستفيلد في النهاية.
في عام 1990، تم تغيير اسم مستشفى لندن إلى مستشفى لندن الملكي، بعد احتفاله بعيده الـ 250، وأدت إعادة تنظيم التعليم الطبي داخل جامعة لندن إلى دمج معظم كليات الطب القائمة بذاتها مع الكليات الكبيرة القائمة لتشكيل مؤسسات متعددة الكليات. في عام 1995، اندمجت كلية الطب بمستشفى لندن وكلية مستشفى سانت بارثولوميو الطبية في كلية كوين ماري وويستفيلد لتشكيل الكيان المسمى الآن كلية بارتس ولندن للطب وطب الأسنان.
في عام 2000، غيرت الكلية اسمها للاستخدام العام إلى كوين ماري، جامعة لندن. في عام 2013، غيرت الكلية اسمها بشكل قانوني إلى جامعة كوين ماري في لندن. والتلسكوب VISTA هو تلسكوب واسع المجال من فئة 4 أمتار واسعة المجال تلسكوب في مرصد بارانال في تشيلي، والذي تم وضع تصوره وتطويره من قبل مجموعة من الجامعات البريطانية بقيادة جامعة الملكة ماري التي تقودها، وكلف ما يقرب من £ 36M.
تم افتتاح قرية ويستفيلد الطلابية في عام 2004 في حرم Mile End الجامعي، مما يوفر أكثر من 2000 غرفة للطلاب ومجموعة كبيرة من المرافق والمطاعم والمقاهي.
تم افتتاح مبنى Blizard ، مقر معهد الخلايا والعلوم الجزيئية التابع لكلية الطب في حرم وايت تشابل في عام 2005. تم تصميم المبنى من قبل ويل ألسوب (Will Alsop)، وحاز هذا التصميم على جائزة، وسمي المبنى على اسم ويليام بليزارد، الجراح الإنجليزي ومؤسس كلية طب مستشفى لندن في عام 1785.
شهد عام 2006 تجديد الأوكتاغون، وهو المكتبة الأصلية لقصر الشعب التي يعود تاريخها إلى عام 1888.
في عام 2007، انتقلت أجزاء من كلية الحقوق ومرافق الدراسات العليا ومركز دراسات القانون التجاري إلى مقر في لينكولن إن فيلدز (Lincoln's Inn Fields) في وسط لندن. أقيم معرض النساء في كوين ماري في الأوكتاغون، بمناسبة 125 عامًا على تأسيس كلية ويستفيلد و 120 عامًا على تأسيس كلية كوين ماري.
في سبتمبر 2009، تم افتتاح أول مركز لتعليم العلوم في العالم يقع داخل مختبر أبحاث عامل في معهد Blizard للخلية والعلوم الجزيئية، على أمل إلهام الأطفال بجولات مدرسية وألعاب تفاعلية وألغاز.

### 2010 حتى الوقت الحاضر
أصبحت Queen Mary واحدة من المؤسسات القليلة على المستوى الجامعي التي تنفذ متطلبات درجة A * بالمستوى A بعد تقديمها في عام 2010 في بعض مساقاتها الدراسية الأكثر شعبية، مثل الهندسة والقانون والطب.
بعد احتجاجات الطلاب في المملكة المتحدة لعام 2010 ، حددت كوين ماري رسومًا قدرها 9000 جنيه إسترليني سنويًا لدخول سبتمبر 2012، مع تقديم المنح والمنح الدراسية أيضًا 
في 12 مارس 2012، أُعلن أن كوين ماري ستنضم إلى مجموعة راسل في أغسطس 2012. في وقت لاحق من شهر مارس، أعلنت كوين ماري وجامعة وارويك عن إنشاء شراكة إستراتيجية، بما في ذلك التعاون البحثي، والتدريس المشترك للغة الإنجليزية، وطلاب التاريخ وعلوم الكمبيوتر الجامعيين، وإنشاء ثماني زمالات بحثية مشتركة بعد الدكتوراه.
في يناير 2013، أنشأت كوين ماري أول كرسي أستاذ في العالم في علوم استبدال الحيوانات.
منذ عام 2014، بدأت كوين ماري بمنح شهاداتها الخاصة، بدلاً من شهادات جامعة لندن.
أصبحت كوين ماري أول جامعة تابعة لمجموعة راسل تقدم برامج التدريب المهني وبعد ثلاث سنوات كانت أول جامعة بريطانية تطلق درجة في التغيير الاجتماعي: درجة البكالوريوس في التدريب المهني بدرجة مدير معتمد .
في عام 2016، أصبحت كوين ماري أول جامعة بريطانية تحصل على العلامة المائية الذهبية من مركز التنسيق الوطني للمشاركة العامة.

## الحرم الجامعي

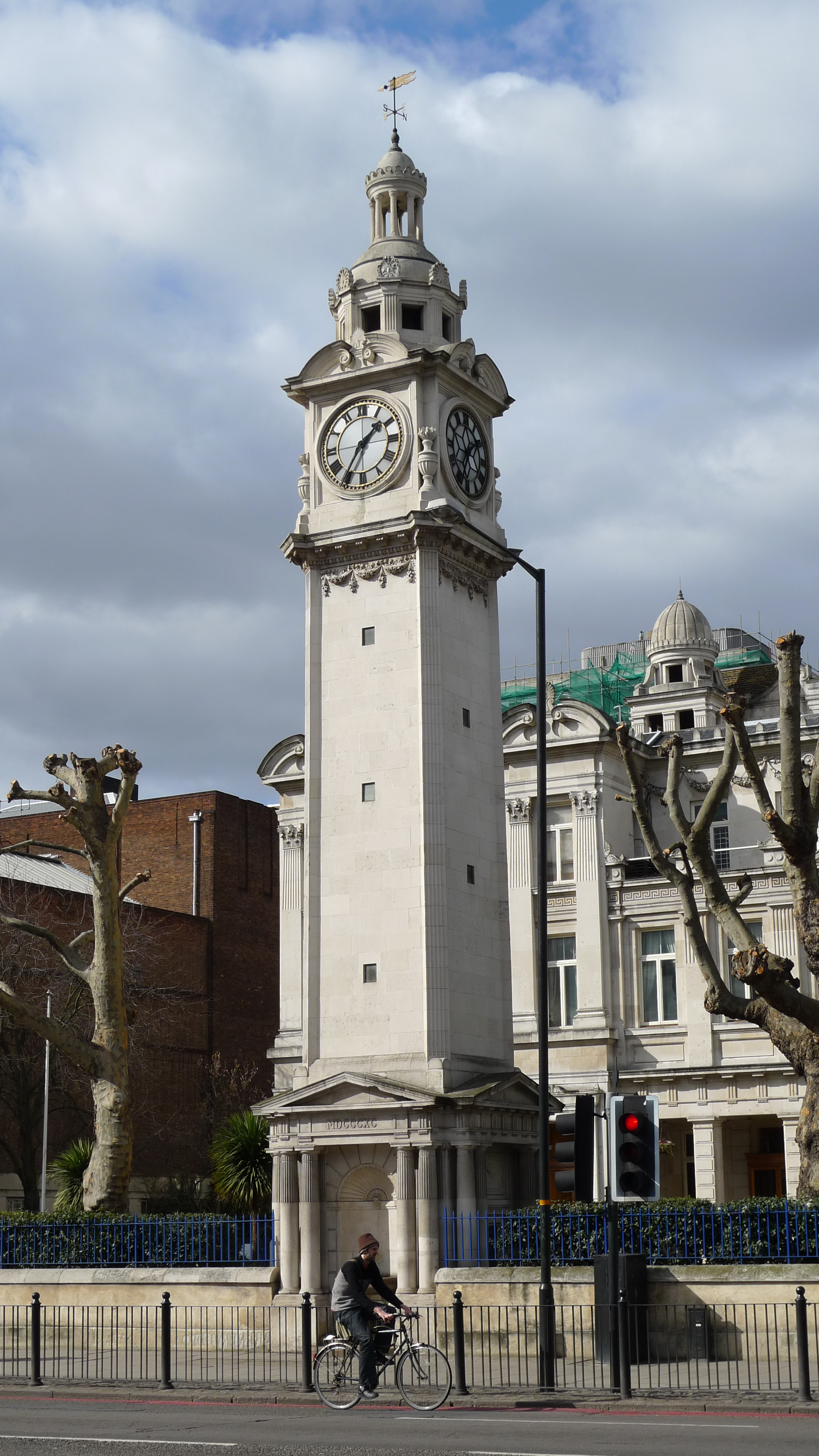
برج الساعة في كوينز في حرم مايل إند

يحتوي حرم Mile End الرئيسي على كلية العلوم الإنسانية والاجتماعية، وكلية العلوم والهندسة، ومبنى كوينز، ومكتبة الكلية الرئيسية، واتحاد الطلاب، وبار ونادي Draper ، والعديد من المطاعم، وعدد من قاعات السكن وصالة رياضية. تقع المواقع التعليمية والبحثية لمركز أبحاث الفنون، وعلوم الكمبيوتر، والمبنى الهندسي الكبير، ومبنى GE Fogg ، ومبنى فرانسيس بانكروفت، ومبنى GO Jones ، ومبنى جوزيف بريستلي، ومركز Lock-keeper's للخريجين، ومبنى العلوم الرياضية. داخل حرم مايل إند الجامعي.
مبنى كوينز المُدْرَج في الدرجة الثانية هو مقر الأوكتاغون الذي تم بناؤه في عام 1887، وكان في الأصل مكتبة جامعة كوين ماري بلندن. تم تصميمه من قبل المهندس المعماري إر روبسون ومستوحى من غرفة القراءة في المتحف البريطاني في عام 2006، تم ترميم «الكتب ذات الغلاف الجلدي الزاهي الألوان» وإعادتها إلى أرفف الكتب، جنبًا إلى جنب مع «تماثيل نصفية لأدباء مشهورين تطل من السقف الجميل ذي القبة العالية».
يعد قصر الشعب مقراً للقاعة الكبرى (The Great Hall) المُدْرَجة في الدرجة الثانية. تضم القاعة الكبرى المبنية على طراز الفن الزخرفي (art deco) أكثر من 700 مقعد وتتسع لـ 1000 شخص، تُكَمِّلُها 3 قاعات محاضرات وبهو.
يضم حرم وايت تشابل كلية بارتس ولندن للطب وطب الأسنان، ومكتبة وايت تشابل الطبية (Whitechapel Medical Library)، ومبنى بليزارد الحاصل على جائزة والذي يضم معهد بليزارد للعلوم الخلوية والجزيئية، ومستشفى لندن الملكي.
يقع كل من حرم ويست سميثفيلد التابع لكلية بارتس ولندن للطب وطب الأسنان، ومكتبة ويست سميثفيلد الطبية، ومعهد ولفسون للطب الوقائي، ومركز جون فاين للعلوم، ومركز القلب ومستشفى سانت بارثولوميو في سميثفيلد.
يقع مركز دراسات القانون التجاري، وأنشطة تدريس ماجستير القانون وأنشطة أبحاث القانون للدراسات العليا في لينكولن إن فيلدز في هولبورن.
يقع الحرم الجامعي في مالطا في جزيرة جوزو، وهو جزء من كلية بارتس ولندن للطب وطب الأسنان. يتم إعطاء الطلاب الذين يدرسون في الحرم الجامعي في مالطا نفس المنهج الدراسي الذي يتم تدريسه في بارتس في لندن، لبرامج مؤسسة الطب والطب MBBS.

### استوديو هارولد بنتر للدراما
يعد استوديو هارولد بنتر للدراما مساحة التدريس والأداء الرئيسية للطلاب والموظفين في قسم الدراما. في 26 أبريل 2005، ألقى هارولد بينتر، الذي كان من المقرر أن يفوز بجائزة نوبل في الأدب في وقت لاحق من ذلك العام، قراءة عامة وأجرى مقابلة مع كاتب سيرته الذاتية الرسمية، مايكل بيلينجتون، في الاستوديو المسمى باسم بينتر (Pinter) والموجود كجزء من الكلية الفنون (قسم الدراما، مدرسة اللغة الإنجليزية والدراما) في حرم مايل إند،  للاحتفال بتجديده.

## التنظيم والإدارة
تأسست كلية كوين ماري وويستفيلد بموجب قانون صادر عن البرلمان ومَنْح ميثاق ملكي في عام 1989، بعد اندماج كلية كوين ماري (التي تأسست بموجب ميثاق عام 1934) وكلية ويستفيلد (تأسست عام 1933). تمت مراجعة الميثاق بعد ذلك ثلاث مرات: في عام 1995 (نتيجة اندماج الكلية مع كلية بارتس ولندن للطب وطب الأسنان)؛ في عام 2008 (نتيجة منح مجلس الملكة الخاص سلطات منح الشهادات الجامعية؛ وفي يوليو 2010 (بعد مراجعة الحَوْكَمة).

### المدارس والكليات والأقسام
هناك ثلاث كليات ومعهد علوم الحياة متعدد التخصصات. وهي مقسمة إلى مدارس ومعاهد وأقسام مستقلة:
- كلية إدارة الأعمال
- كلية الاقتصاد والمالية
- مدرسة اللغة الإنجليزية والدراما
- مدرسة اللغات واللغويات والسينما
- مدرسة الجغرافيا
- جلوبال شكسبير (بالشراكة مع جامعة وارويك)
- مدرسة التاريخ
- كلية حقوق
  - مركز دراسات القانون التجاري
  - قسم القانون
- كلية السياسة والعلاقات الدولية

كلية الطب وطب الأسنان
- بارتس وكلية لندن للطب وطب الأسنان
  - معهد بارتس للسرطان
  - إن معهد بليزارد
  - معهد طب الأسنان
  - معهد تعليم العلوم الصحية
  - معهد ويليام هارفي للأبحاث
  - معهد ولفسون للطب الوقائي
  - مركز الخلية

؛ كلية العلوم والهندسة
- معهد الهندسة الحيوية
- كلية العلوم البيولوجية والكيميائية
- كلية الهندسة الإلكترونية وعلوم الحاسب
- كلية الهندسة وعلوم المواد
- كلية العلوم الرياضية
- كلية الفيزياء والفلك
- معهد بحوث المواد (MRI)

معهد علوم الحياة
- مركز البيولوجيا الحاسوبية
- مركز الصحة الجينومية
- مركز العقل في المجتمع
- معهد الهندسة الحيوية

### الإدارة المركزية
كوين ماري هي «مؤسسة خيرية مُعْفاة» بموجب قانون الجمعيات الخيرية لعام 1993. كان مجلسُ تمويل التعليم العالي في إنجلترا المنظمَ الرئيسي لكوين ماري منذ يونيو 2010.

### التمويل
في السنة المالية المنتهية في 31 يوليو 2011، كان إجمالي دخل كوين ماري (بما في ذلك حصة المشاريع المشتركة) 297.1 مليون جنيهًا إسترلينيًا  (2009/2010 - 289.82 مليون جنيهاً إسترلينياً) وإجمالي النفقات 295.35 مليون جنيهاً إسترلينياً (2009/2010 - 291.56 مليون جنيهاً إسترلينياً). وشملت المصادر الرئيسية للدخل 100.02 مليون جنيهاً إسترلينياً  من مِنَح هيئة التمويل (2009/2010 - 103.97 مليون جنيهاً إسترلينياً)، 82.8 مليون جنيهاً إسترلينياً  من الرسوم الدراسية وعقود التعليم (2009/2010 - 76.22 مليون جنيهاً إسترلينياً)، 73.66 مليون جنيهاً إسترلينياً  من المنح والعقود البحثية (2009/2010 - 68.47 مليون جنيهاً إسترلينياً) و 1.17 مليون جنيهاً إسترلينياً  من دخل الهبات والاستثمار (2008/09 - 1.48 مليون جنيهاً إسترلينياً). خلال السنة المالية 2010/2011، بلغت نفقات كوين ماري 42.53 مليون جنيهاً إسترلينياً  (2009/2010 - 45.61 مليون جنيهاً إسترلينياً).
في نهاية العام 2011، كان لدى كوين ماري أعطيات قدرها 33.59 مليون جنيهًا إسترلينيًا (2009/2010 - 29.95 مليون جنيهاً إسترلينياً) وإجمالي الأصول الصافية 300.79 مليون جنيهاً إسترلينياً  (2009/2010 - 291.38 مليون جنيهاً إسترلينياً).
تقدم كوين ماري عدة حزم من المنح والمنح الدراسية، ويهدف الكثير منها إلى دعم الطلاب الجامعيين من الأسر ذات الدخل المنخفض. في 2017/2018، حصل 5215 طالبًا على منحة كوين ماري بقيمة 7,724,401 جنيه إسترليني، وتلقى 53 طالبًا منحًا دراسية للتميز العلمي والهندسي بقيمة 157,500 جنيه إسترليني، وتلقى 21 طالبًا منحًا دراسية للتميز في الاقتصاد والتمويل بقيمة 63,000 جنيه إسترليني.

## الملف الأكاديمي
يدرس حوالي 26000 طالب في 21 مدرسة ومعهد أكاديمي، يأتي أكثر من 40 بالمائة منهم من خارج البلاد، ويمثلون أكثر من 160 دولة مختلفة. منحت كوين ماري أكثر من مليوني جنيه إسترليني من المنح الدراسية لطلاب الدراسات العليا المحتملين للعام الدراسي 2011/12.

### الأبحاث
تم تصنيفها في المرتبة التاسعة في المملكة المتحدة بين المؤسسات متعددة الكليات لجودة (GPA) أبحاثها. في إطار التميز البحثي لعام 2014  احتلت الجامعة المرتبة 20 لقوتها البحثية ، والخامسة في المملكة المتحدة من حيث جودة مُخْرَجات البحث ، كما احتل قسم اللغويات المرتبة الأولى في المملكة المتحدة.
في نتائج تمرين تقييم البحث في المملكة المتحدة المنشورة في ديسمبر 2008، تم تصنيف كوين ماري في المرتبة 11 وفقًا لتحليل أجرته صحيفة الجارديان  والمرتبة 13 وفقًا لملحق تايمز للتعليم العالي ،  من بين 132 مؤسسة تم تقديمها للتمرين . وعلقت صحيفة تايمز هاير «أكبر نجمة بين المؤسسات البحثية المكثفة كانت كوين ماري-جامعة لندن ، التي انتقلت من المركز 48 في عام 2001 إلى المرتبة 13 في جدول تايمز للتعليم العالي لعام 2008، بتقدم 35 مرتبة».
صنف ترتيب QS لجامعات العالم (QS World University Rankings) لعام 2019 كوين ماري في المرتبة الثالثة عالمياً من حيث الاستشهادات البحثية لموضوع الطب.
تمت مكافأة نمو وقوة البحث في الكلية بدعوة للانضمام إلى مجموعة روسِل (Russel Group) للجامعات ذات البحث المكثف في المملكة المتحدة في عام 2012.
الجامعة أيضًا عضو في مجموعة دراسات الشاشة بلندن (Screen Studies Group, London). تشمل أبرز الأبحاث الأخرى فريقًا دوليًا من العلماء ، بقيادة علماء الفلك في كوين ماري ، لاكتشاف كوكب يدور حول القنطور الأقرب أو بروكسيما سنتوري، أقرب نجم إلى المجموعة الشمسية. في عام 2018، حقق مشروع يضم باحثي كوين ماري هدفه المتمثل في تحديد تسلسل 100000 جينوم كامل من مرضى NHS.

### المكتبات
تقع مكتبة Queen Mary الرئيسية في حرم مايل إند (Mile End Campus) حيث تتم تغطية معظم الموضوعات. كما أن لديها مكتبتين طبيتين في وايت تشابل ووست سميثفيلد. ساعات العمل المعتادة هي 8 صباحا حتى منتصف الليل. منذ سبتمبر 2017، كانت مكتبة Mile End مفتوحة على مدار 24 ساعة في اليوم ، 7 أيام في الأسبوع خلال فترة الفصل الدراسي (بما في ذلك أيام العطل الرسمية).
كأعضاء في إحدى كليات جامعة لندن، يمكن للطلاب في كوين ماري الوصول إلى مكتبة مجلس الشيوخ، التي تتشاركها كليات أخرى مثل كينجز كوليدج لندن وجامعة كوليدج لندن، بالإضافة إلى كون إمكانية الوصول إلى المكتبة في معظم كليات جامعة لندن الفردية خاضعةً لموافقة الجامعة.

### الشراكة
تقدم كوين ماري برنامج درجة مشتركة مع جامعة بكين للبريد والاتصالات السلكية. كان هذا البرنامج الأول من نوعه الذي تمت الموافقة عليه من قبل وزارة التعليم في جمهورية الصين الشعبية ، ويتم تدريسه بنسبة 50 ٪ من قبل كل مؤسسة باللغة الإنجليزية. يقوم موظفو كوين ماري في بكين بتدريس جزء من البرنامج ويحصل الطلاب على درجتين ، واحدة من كل جامعة. البرامج في الاتصالات السلكية واللاسلكية والإدارة وهندسة التجارة الإلكترونية والقانون. يدرس ما يقرب من 2000 طالب في هذه البرامج في عام 2009 وتخرجت الدفعة الأولى في صيف عام 2008. وقد أشادت وكالة ضمان الجودة في المملكة المتحدة بالبرامج المشتركة ؛ وكذلك وزارة التربية والتعليم في جمهورية الصين الشعبية ؛ ومعهد المملكة المتحدة للهندسة والتكنولوجيا.
تعاونت كوين ماري مع رويال هولواي للمساعدة في إدارة البرامج في معهد جامعة لندن في باريس (ULIP) وهو هيئة أكاديمية مركزية لجامعة لندن ومقرها في باريس-فرنسا ، مما يتيح للطلاب الجامعيين والخريجين دراسة درجات الدراسات الفرنسية المعتمدة من جامعة لندن، في فرنسا. ابتداءً من سبتمبر 2016، تولت كوين ماري المهام التي تقدمها رويال هولواي وأصبح جميع الطلاب الآن مسجلين في كوين ماري 
تقدم كوين ماري التوجيه الأكاديمي للحصول على درجة الماجستير العالمية في إدارة الأعمال التي تقدمها جامعة لندن للتعلم عن بعد.
كوين ماري هي شريك مؤسس في UCLPartners ، وهو مركز أكاديمي للعلوم الصحية يقع في لندن. انضمت كوين ماري إلى شركاء UCLPartners في عام 2011.

### القبول
|                                | 2017      | 2016  | 2015  | 2014  | 2013  |
| ------------------------------ | --------- | ----- | ----- | ----- | ----- |
| طابات التقديم                  | 29,885    | 31825 | 34100 | 31870 | 27785 |
| نسبة من حصل على عرض انضمام (٪) | 43.6      | 53.9  | 54.0  | 65.4  | 70.3  |
| التسجيل                        | 4665      | 4,965 | 4580  | 4005  | 3880  |
| متوسط تعريفة الدخول            | غير متوفر | 148   | 393   | 404   | 408   |
| المردود (٪)                    | 19.1      | 20.3  | 17.9  | 16.9  | 18.8  |
| نسبة مقدم طلب / مسجل           | 5.41      | 5.41  | 7.45  | 6.96  | 6.16  |

من حيث متوسط نقاط دخول UCAS ، احتلت كوين ماري المرتبة 32 في بريطانيا عام 2014. تقدم الجامعة عروض قبول إلى 43.6٪ من المتقدمين لها ، وهو أدنى رقم 12 بين جامعات مجموعة راسل.
وفقًا لـ 2017 Times و Sunday Times Good University Guide ، ما يقرب من 12٪ من طلاب كوين ماري الجامعيين يأتون من مدارس مستقلة. في العام الدراسي 2016-2017، كانت الجامعة مقسمة إلى 68:10:22 من المملكة المتحدة: الاتحاد الأوروبي: الطلاب من خارج الاتحاد الأوروبي على التوالي مع نسبة الإناث إلى الذكور 54:46.

## الترتيب والسمعة

### العالمية
في تصنيفات الجامعات العالمي QS لعام 2021، احتلت كوين ماري المرتبة 114 عالميًا. صنفت جامعة تايمز للتعليم العالي في التصنيف العالمي 2021 كوين ماري في المرتبة 110 عالمياً. الترتيب الأكاديمي لجامعات العالم 2020 يصنف الملكة ماري بين 201-300 عالمياً. احتلت الجامعة المرتبة 51 عالمياً في تصنيف CWTS Leiden لعام 2018. صنفت 2021 US News & World Report كوين ماري في المرتبة 114 في العالم.

#### أوروبا
احتلت كوين ماري المرتبة 11 في أوروبا في تصنيف CWTS Leiden لعام 2016. احتلت الجامعة المرتبة 47 في 2017 US News & World Report كأفضل الجامعات العالمية في أوروبا. صنفت 2017 Times للتعليم العالي كوين ماري 46 بين الجامعات الأوروبية.

#### حسب المادة
في عام 2019، وضع تصنيف الجامعات العالمي QS كلاً من كليات القانون والأدب الإنجليزي واللغة في المرتبة 32 في العالم ،  مع حصول كل من مدارس الجغرافيا والتاريخ واللغويات والطب على أفضل 100. في عام 2020، احتل القانون في جامعة كوين ماري بلندن المرتبة 30 في العالم والسابع في المملكة المتحدة.
تم تصنيف كلية بارتس ولندن للطب وطب الأسنان في المرتبة الخامسة عشر كأفضل كلية طب في المملكة المتحدة من قبل صحيفة The Guardian  وعلى الصعيد العالمي ، تم تصنيفها في المرتبة التاسعة من قبل QS World University Rankings.
وفقًا لـ Times Good University Guide 2020، فإن المجالات الدراسية القوية لجامعة كوين ماري هي طب الأسنان (5)، والطب (8)، وتكنولوجيا المواد (11) والدراما والرقص والسينمات (17).
صنفت صحيفة The Guardian في عام 2018 كلية الحقوق في المرتبة الثالثة على مستوى المملكة المتحدة.
تحظى العديد من الأقسام الأخرى داخل الجامعة باحترام دولي أيضًا. من بينها كلية الاقتصاد والمالية ، وكلية السياسة والعلاقات الدولية وكلية الهندسة وعلوم المواد.

### الوطني
احتلت كوين ماري المرتبة الثامنة في المملكة المتحدة في تصنيف CWTS ليدن لعام 2016. احتلت كوين ماري المرتبة 13 في تقرير US News & World لأفضل الجامعات العالمية في المملكة المتحدة ، والمرتبة الخامسة في لندن. في Times Higher Education Best تم تصنيفها في المرتبة 15بين جامعات المملكة المتحدة عام 2017. صنفت صحيفة The Guardian جامعة الملكة ماري في جداول الدوري الجامعي لعام 2017، وهي الأولى في دراسات الإعلام والأفلام ، والثانية في الطب في المملكة المتحدة ، والثالثة في المملكة المتحدة لطب الأسنان ، والمرتبة التاسعة للتاريخ في المملكة المتحدة ، والمرتبة الخامسة في القانون في المملكة المتحدة. يصنف دليل الجامعة الكامل لعام 2019 كوين ماري في المرتبة 38 بشكل عام.
صنف إطار التميز البحثي لعام 2014 كوين ماري في المرتبة التاسعة مع جامعة إدنبرة وجامعة بريستول.
يحتل طلاب كوين ماري قائمة أفضل 10 طلاب في المملكة المتحدة من حيث رواتب الخريجين ، وفقًا لجدول جامعة نيويورك تايمز وصنداي تايمز لعام 2016.

## الحياة الطلابية

### اتحاد طلاب كوين ماري[79]
يوحد اتحاد طلاب كوين ماري (QMSU) مختلف أندية وجمعيات كوين ماري. يقع مقر الاتحاد في مركز الطلاب الذي تم تجديده مؤخرًا. يتألف الممثلون المنتخبون داخل الاتحاد من رئيس وثلاثة نواب للرئيس. تميمةُ الاتحاد نمرٌ يدعى ماري.

#### مرافق ومنشورات اتحاد الطلبة
1. كيو موشن (صالة رياضية / مركز لياقة)
2. Drapers بار
3. مقهى غراوند
4. مقهى ليرنينغ
5. متجر انفيوشن
6. ذا برينت (جريدة)
7. CUB (مجلة)
8. كويست (راديو)
9. شركة كوين ماري للمسرح
10. QMTV (تلفزيون)
11. مركز اتحاد الطلاب

يحل مركز اتحاد الطلاب محل المكتب السابق المسمى مركز بلوملي. تم تسميته على اسم الرئيسة السابقة ونائبة الرئيس للتعليم ، لورا بلوميلي ، التي أكملت فترة عملها بمرض السرطان. في ذكرى التزامها تجاه QMSU ، تم تسمية غرفتين رئيسيتين في مركز اتحاد الطلاب الجديد باسمها.
يُسمح أيضًا لطلاب كوين ماري باستخدام المرافق في Student Central ، الجامعة السابقة لاتحاد لندن ، والتي تقع على بعد 15 دقيقة بالمترو في بلومزبري.

### رياضات
كأس الاندماج سلسلة من المباريات الرياضية السنوية التي تُقام بين ناديي كوين ماري وبارتس لندن الرياضي. ويأتي هذا الحدث منذ اندماج المؤسستين في عام 1995. يتم تجميع نتائج عدد من المباريات التي يتم لعبها عادةً في نفس اليوم لتحديد الفائز الإجمالي. تشمل التجهيزات الرياضية كرة الريشة وكرة السلة وكرة القدم والهوكي وكرة الشبكة والرجبي والاسكواش والسباحة والتنس والتجديف.
في الآونة الأخيرة ، فازت كوين ماري بالكأس في أعوام 2005 و 2006 و 2007 و 2008. وشهد عام 2009 عودة الكأس إلى كلية الطب بفوزها بنتيجة 9-7 على كوين ماري ، لكن فوزًا قريبًا 10-9 أعادها إلى كوين ماري في 2010. في عام 2011، فاز بارتس ولندن بكأس الاندماج. في عام 2012، فازت QM بهزيمة BL 15-7، وانتصرت QM أيضًا في 2013. في عام 2014، سيطر بارتس على 29-24، وفاز بمعظم الرياضات الكبرى في هذه العملية. في عام 2016، فاز بارتس على الملكة ماري 67-37.
يوجد بالجامعة نادي كرة قدم للخريجين ، كوين ماري كوليدج أولد بويز (Queen Mary College Old Boys FC)، الذي تأسس في عام 1989 ويحافظ على روابط وثيقة مع الجامعة. النادي على ثلاثة فرق، ويسعى للجمع بين هواة لكرة القدم.

### سكن الطلاب
يتم إيواء العديد من طلاب كوين ماري في قاعات الإقامة (halls of residence) أو أماكن الإقامة الأخرى بالكلية ؛ الطلاب مؤهلون أيضًا للتقدم بطلب للحصول على أماكن في قاعات الإقامة المشتركة بين الكليات بجامعة لندن، مثل كونوت هول.
معظم المقيمين في مساكن الكلية أو الجامعة طلاب في السنة الأولى من المرجلة الجامعية الأولى أو طلاب الدوليين. يجد غالبية طلاب السنة الثانية والثالثة وخريجي الدراسات العليا أماكن إقامة خاصة بهم في القطاع الخاص.

#### سكن طلاب المرحلة الجامعية الأولى

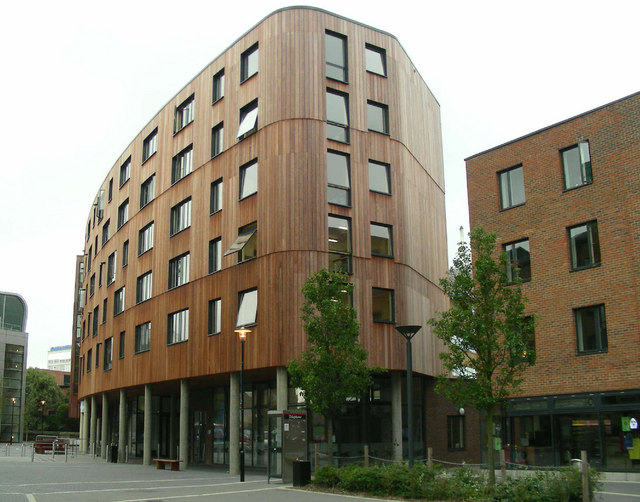
يقع Feilden House مع مطعم The Curve أسفله ، في وسط Westfield Student Village

تقع قرية Westfield Student Village بالكلية في الركن الشمالي الشرقي من حرم Mile End الجامعي ، وتضم مساكن ذاتية الخدمة تؤوي 1195 طالبًا وموظفًا وزوارًا أكاديميين في ستة مبانٍ معاصرة. يشكّل متجر ومغسلة وبار مقهى ومطعم بسعة 200 مقعد واستقبال مركزي (يعمل على مدار 24 ساعة في اليوم) ومنطقة مشتركة بجوار قناة ريجينتس (Regents Canal) جزءًا من تطوير القرية. تم ترتيب الغرف في شقق وطوابق تضم أربعة إلى أحد عشر طالبًا.
يشمل سكن الطلاب الجامعيين في كوين ماري:
منزل ألبرت ستيرن - يقع بجوار إيفور إيفانز في الطرف الغربي من حرم كوين ماري الرئيسي.
بومونت كورت - يؤوي 167 طالبًا فما بين طلاب السنة الأولى، وطلاب مشاركين وطلاب تأسيس، في بيوت صغيرة وشقق. يقع مقابل منزل سير فرانس وبجوار محكمة كريد.
منزل السير كريستوفر فرانس - تقع الشقق في هذا المبنى على ضفة قناة ريجنتس ، وتحتوي على مرافق كاملة وحمامات داخلية.
كريد كورت - يؤوي 124 طالب دراسات عليا في 10 بيوت صغيرة و 12 شقة. يقع مقابل منزل سير فرانس وبجوار بومونت كورت.
إيفور إيفانز - يقع في الطرف الغربي من الحرم الجامعي.
منزل ليندوب - مشروع سكني يقع مباشرة مقابل مبنى كوينز. سكن لـ 74 سنة جامعية أولى ، معظمهم من الأطباء ، وطلاب التأسيس في غرف فردية في 11 شقة تتسع لستة أفراد وشقتين لأربعة أشخاص.
موريس كورت - تحتوي على 12 بيتًا و 18 شقة لما يصل إلى 173 طالبًا في السنة الأولى. يقع في الجزء الخلفي من Creed و Beaumont Courts وقريب جدًا من مستشفى Mile End.
مساكن ماينرد وفاري - مبنيان يضمان 200 طالب في السنة الأولى من المرحلة الجامعية ، والطلاب المشاركين ، وطلاب التأسيس. يقع في Westfield Way في الطرف الشرقي من حرم Mile End مباشرةً مقابل مركز موارد تكنولوجيا المعلومات والكيمياء بالكلية.
منزل بولي - يقع في نهاية الحرم الجامعي ، ويوفر سكنًا لـ 378 طالبًا في السنة الأولى والطلاب المشاركين وطلاب التأسيس في 48 شقة. يعد أكبر بناء القرية.
منزل ريتشارد فايلدن - يؤوي 200 طالباً في السنة الأولى ، والطلاب المشاركين وطلاب التأسيس. يقع ذا كورف (The Curve)، وهو مطعم يتسع لـ 200 مقعد ، في الطابق الأرضي. تم افتتاحه في عام 2007، وهو أحدث مسكن في القرية ويقع مقابل مبنى جوزيف بريستلي.

#### سكن طلاب الدراسات عليا
يشمل سكن طلاب الدراسات العليا في كوين ماري:
تشابمان وتشيسني وسيلينكور - أربعة مساكن تقع في ويستفيلد واي ، في الطرف الشرقي من حرم مايل إند المجاور لقناة ريجينتس. 94 غرفة فردية بحمام داخلي لطلاب السنة النهائية الجامعيين وطلاب الدراسات العليا الجدد
قاعة داوسون - تقع بالقرب من محطة مترو أنفاق باربيكان في مدينة لندن وتقع حول المروج والأشجار في حرم شارتر هاوس بالكلية ، بالقرب من مستشفى سانت بارثولوميو. توفر غرفًا فردية لـ 207 من طلاب الطب وطب الأسنان وخريجي الطب.
فلوير هاوس - يضم 145 طالبًا في الطب وطب الأسنان وطلاب الدراسات العليا الطبيين ، ويقع بالقرب من مستشفى لندن ومعهد طب الأسنان في حرم كلية وايت تشابل.
هاتون هاوس - يقع في Westfield Way في الطرف الشرقي من حرم Mile End الجامعي. الغرف مؤثثة وتحتوي على مرافق كاملة بحمام داخلي.

## مشاهير

### خريجون بارزون
- سيمون كيس (Simon Case)، سكرتير مجلس الوزراء الثالث عشر
- تيغران أفينيان (Tigran Avinyan)، نائب رئيس وزراء أرمينيا
- يتر ماثيسون (Peter Mathieson)، نائب رئيس الجامعة ومدير جامعة ادنبره
- جانيت رويال (Janet Royall)، مديرة كلية سومرفيل ، أكسفورد
- بيتر هين (Peter Hain)، الرئيس السابق لمجلس العموم
- جين هيل (جين هيل)، مذيعة بي بي سي نيوز
- غوني ث. جوهانسون (Guðni Th. Jóhannesson)، رئيس أيسلندا
- جاي سين (Jay Sean)، مغني ، وكاتب أغاني ، ومنتج أسطوانات
- استير أوديكونلي (Esther Odekunle)، أخصائية بيولوجيا أعصاب ومهندسة الأجسام المضادة

### أكاديميون بارزون

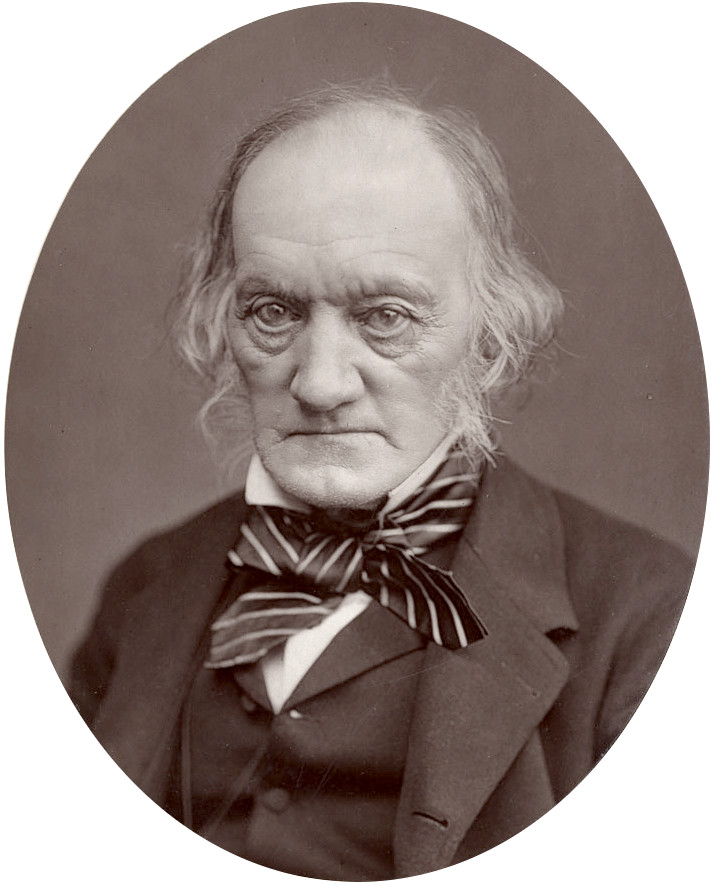
السير ريتشارد أوين ، عالم الأحياء البريطاني وعالم التشريح المقارن وعالم الحفريات
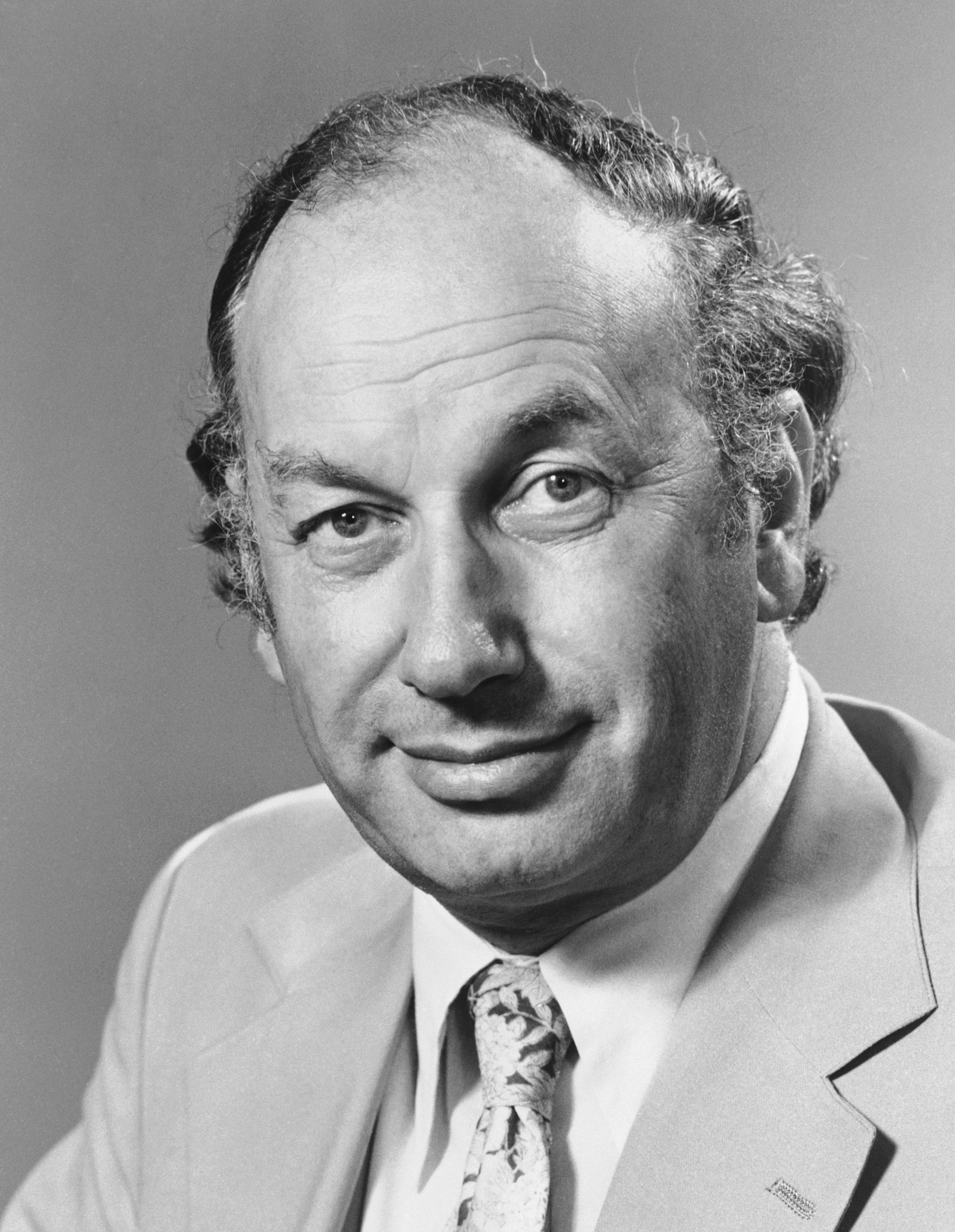
حصل عالم الصيدلة البريطاني السير جون فان على جائزة نوبل في علم وظائف الأعضاء أو الطب عام 1982
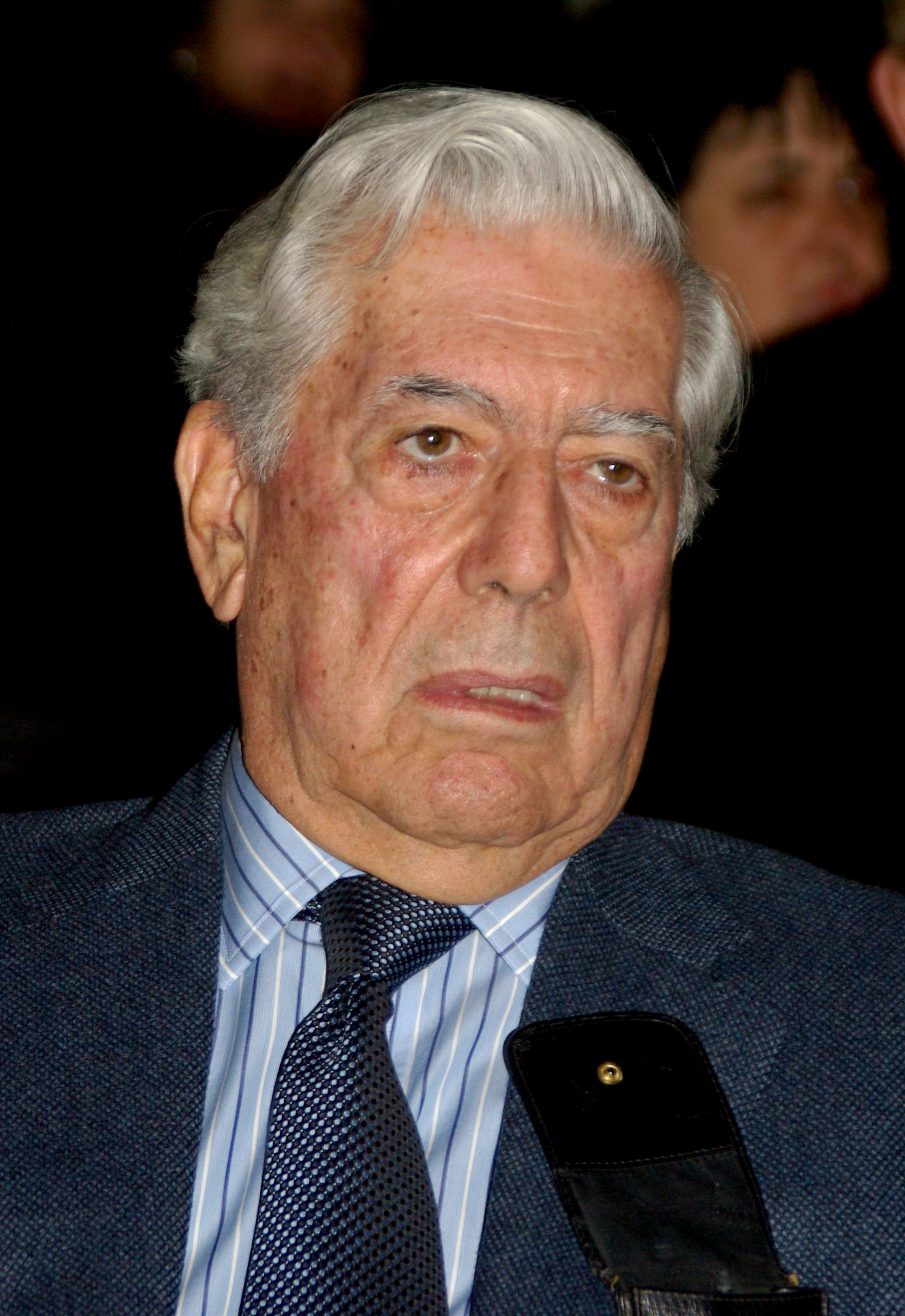
ماريو فارغاس يوسا ، كاتب وسياسي من بيرو ، وحائز على جائزة نوبل في الأدب لعام 2010

### الحائزون على جائزة نوبل
هناك تسعة من الحائزين على جائزة نوبل حتى الآن كانوا إما طلابًا أو أكاديميين في كوين ماري.
| اسم                    | جائزة                     | عام  | التبرير                                                                  |
| ---------------------- | ------------------------- | ---- | ------------------------------------------------------------------------ |
| السير رونالد روس       | علم وظائف الأعضاء أو الطب | 1902 | لاكتشاف دورة حياة طفيلي الملاريا Plasmodium                              |
| إدغار أدريان           | علم وظائف الأعضاء أو الطب | 1932 | لعمله على وظيفة الخلايا العصبية                                          |
| السير هنري هاليت ديل   | علم وظائف الأعضاء أو الطب | 1936 | لاكتشافاته المتعلقة بالنقل الكيميائي للنبضات العصبية                     |
| السير جون فاين         | علم وظائف الأعضاء أو الطب | 1982 | لعمله على البروستاجلاندين                                                |
| السير جوزيف روتبلات    | سلام                      | 1995 | لتفانيه طوال حياته في القضاء على الأسلحة النووية                         |
| السير بيتر مانسفيلد    | علم وظائف الأعضاء أو الطب | 2003 | لعمله الرائد في التصوير بالرنين المغناطيسي كأسلوب تشخيصي                 |
| السير تشارلز ك. كاو    | الفيزياء                  | 2009 | لإنجازاته المتعلقة بنقل الضوء في الألياف للاتصالات البصرية               |
| ماريو فارغاس يوسا      | الأدب                     | 2010 | "بسبب رسم خرائط لهياكل السلطة وصوره القوية لمقاومة الفرد وتمرده وهزيمته" |
| السير بيتر جون راتكليف | علم وظائف الأعضاء أو الطب | 2019 | لاكتشاف كيف تستشعر الخلايا وتتكيف مع توافر الأكسجين                      |

### المدراء
حتى الآن ، تولى كوين ماري ما مجموعه 22 مديرًا (11 من كلية ويستفيلد ، وثمانية من كلية كوين ماري ، وثلاثة منذ اندماج كوين ماري ، وويستفيلد ، وبارتس).
المدير الحالي هو كولن بيلي، مهندس إنشائي ، وقد أصبح المدير في سبتمبر 2017.

## روابط خارجية
- الموقع الرسمي
- موقع اتحاد طلاب كوين ماري
- قوائم طلاب جامعة كوين ماري بلندن
- الأفراد العسكريون بجامعة كوين ماري بلندن ، 1914-1918